# Joan Cribillers i Gasó
Joan Cribillers i Gasó fou un clergue de Calaf, que el 1917 es va desplaçar a Igualada per cobrir el càrrec d'organista de la basílica de Santa Maria d'Igualada que ocupava Miquel Augé. Segons Miquel Solà i Dalmau, Cribillers era molt actiu i sapient, tot i que el bisbat no es veia amb bons ulls que l'orquestra acompanyés els oficis de les grans festivitats de la parroquial sota la seva direcció.
Cribillers tenia una gran inquietud cultural i divulgativa i, quan va participar en la conferència que impartí Joan Llongueres al Centre Catòlic, el 1927, ell mateix es va fer càrrec d'il·lustrar amb exemples musicals sota la seva direcció. A més a més, participava activament al cor quan es representaven les funcions vespertines dominicals de Santa Maria. Fou ecònom de Sant Martí de Sesgueioles quan va finalitzat la guerra civil i va treballar al rectorat de Santpedor entre 1944-1953, anys en què quan tornà a residir a la seva vila natal, Calaf.